# PocketBook 633 Color
PocketBook 633 COLOR  — електронна книга, розроблена компанією PocketBook.
В інших країнах ця модель продається під назвою PocketBook Color.
Це один з перших у світі пристроїв з кольоровим екраном, що працюють за технологією ePaper E Ink Print Color.

## Зовнішній вигляд
Корпус PocketBook 633 COLOR виконаний з пластику із матовим покриттям. Екран занурений у широку рамку чорного кольору. Роз'єм карти пам'яті розташований з нижнього боку.
Керувати пристроєм можливо за допомогою сенсорного екрана або за допомогою кнопок керування, що розташовані з нижнього боку. Кнопки керування можливо налаштувати під власні уподобання.

## Технічні особливості
PocketBook 633 COLOR має такі можливості:
- Передавання кольорових зображень завдяки екрану E-Ink Kaleido.
- Підсвічування екрану із регулюванням його інтенсивності.
- Виділення фрагментів тексту кольором.
- Розширення пам'яті шляхом використання картки до 32 Гб.
- Використання Wi-Fi та Bluetooth[4].
- Прослуховування аудіо книг також з використанням технології Text-to-Speech.
- Підтримка багатьох текстових та графічних форматів[5].

Місткість акумулятора у 1900 mAh достатньо для використання пристрою протягом місяця (8 тис. сторінок від одного заряджання) із заряджанням від комп'ютера за 4 години.
PocketBook 633 COLOR має такі особливості:
- Кольори на екрані мають не дуже насичені відтінки.
- Екран темніший у порівнянні з іншими електронними книгами
- Відсутність повної української версії[6].